# 青い目の蝶々さん
『青い目の蝶々さん』（あおいめのちょうちょうさん、原題：My Geisha）は、1961年制作・1962年公開のアメリカ合衆国のコメディ映画。
日本を舞台にした異色のコメディ映画。シャーリー・マクレーン、イヴ・モンタンらが出演。

## あらすじ
ハリウッドの映画監督ポールは妻で大女優のルーシーを主演に数々の大ヒット映画を撮ってきたが、彼の成功はすべてルーシーのおかげであるという噂を嫌い、妻の力を借りずとも大ヒット映画が作れることを証明しようと、日本へやって来た。
彼は『蝶々夫人』を題材とした映画の撮影を開始。そこへ1人の美しい芸者が現れる。だがその芸者は、彼を追ってやってきたルーシーが変装した姿だった。そうとは知らないポールは彼女を気に入り、次の映画の主役にしたいと言い出す。

## キャスト
| 役名               | 俳優                      | 日本語吹替                                     |
| 役名               | 俳優                      | フジテレビ版                                   |
| ------------------ | ------------------------- | ---------------------------------------------- |
| ルーシー・デル     | シャーリー・マクレーン    | 鈴木弘子                                       |
| ポール・ルーベ     | イヴ・モンタン            | 中村正                                         |
| サム・ルイス       | エドワード・G・ロビンソン | 今西正男                                       |
| ボブ・ムーア       | ボブ・カミングス          | 石森達幸                                       |
| カズミ             | 谷洋子                    | 島木綿子                                       |
| 高田ケンイチ       | 斎藤達雄                  | 清川元夢                                       |
| レナード・ルイス   | アレックス・ジェリー      | 西山連                                         |
| シゲ               | 牧嗣人                    | 仲木隆司                                       |
| ホテルのフロント係 | ミッキー安川              |                                                |
| 接客係             | 原ひさ子                  |                                                |
| 劇場支配人の娘     | 曽我町子                  |                                                |
| お将               | 清川玉枝                  |                                                |
|                    | 千葉信男                  |                                                |
|                    | スリー・グレイセス        |                                                |
|                    | 砂原美智子                |                                                |
| 日本語スタッフ     |                           |                                                |
| 演出               |                           |                                                |
| 翻訳               |                           |                                                |
| 効果               |                           |                                                |
| 調整               |                           |                                                |
| 制作               | 制作                      | 東北新社                                       |
| 解説               |                           |                                                |
| 初回放送           | 初回放送                  | 1973年4月22日 『サンデー洋画劇場』 12:00-13:40 |